# 8966 Hortulana
8966 Hortulana è un asteroide della fascia principale. Scoperto nel 1971, presenta un'orbita caratterizzata da un semiasse maggiore pari a 3,0538376 UA e da un'eccentricità di 0,1459539, inclinata di 0,69648° rispetto all'eclittica.